# Соціал-демократична партія України
Соціал-демократична партія України — українська політична партія. Головою партії є Юрій Буздуган
Створена 1990 року під назвою «Об'єднана соціал-демократична партія України», сучасна назва остаточно закріпилася за нею 1996 року.
2006 року разом із Всеукраїнським об'єднанням «Громада» і Соціал-демократичним союзом утворила «Блок Лазаренка». На виборах блок набрав 0,3 % голосів і до Верховної Ради не потрапив.
На початку 2020 року Міністерство юстиції України подало позов щодо ліквідації партії серед 48 подібних, що не брали участь у виборах протягом 10 років.
Назву Соціал-демократична партія України у 1990—1996 роках мала також Соціал-демократична партія України (об'єднана).

## Ідеологія
Соціал-демократія — соціальна політика та ідейно-політична течія, що виникла в рамках соціалізму і згодом трансформувалася на позиції поступового вдосконалення капіталізму з метою утвердження соціальної справедливості, солідарності і більшої свободи[1].￼

## Історія партії
25-27 травня 1990 року у рік сторіччя від заснування УРП у Києві, у бібліотеці Київського політехнічного інституту, відбувся Установчий І З'їзд Об'єднаної соціал-демократичної партії України. (Не плутати з СДПУо. Ця назва  ніяк недотична до СДПУо). Робота З'їзду завершилася утворенням двох партій. Одна з них взяла назву, яку мав Оргкомітет З'їзду, тобто Об'єднана соціал-демократична партія України. Друга — просто Соціал-демократична партія України. Формальним приводом до утворення двох партій стали розбіжності між делегатами Установчого З'їзду щодо двох положень.
Перше — навколо основного принципу Стокгольмської декларації -«демократичного соціалізму»: чи записувати його до своєї програми, чи ні. Друге — стосовно державного устрою. Прихильники ідеї демократичного соціалізму та земельного устрою України згуртувалися у ОСДПУ. Ті, хто був проти декларування у своїй програмі демократичного соціалізму і виступав за унітарний устрій утворили СДПУ.  Але у кінці 1992 року відбулося об'єднання двох партій в одну під назвою Соціал-демократична партія України. Цей факт оформило Міністерство юстиції України, видавши 14 березня 1993 року Соціал-демократичній партії України свідоцтво про реєстрацію за № 419, анулювавши свідоцтва попередніх двох партій, які тепер утворили одну. Відтоді українська соціал-демократія розвивається під назвою СДПУ.
Перший рік її діяльності  був присвячений змаганням за досягнення державної незалежності України. Члени партії разом з іншими, на той час демократичними партіями, розгорнули значну діяльність напередодні референдуму 17 березня 1991 року щодо суверенітету Союзу та Республік на користь започаткування суверенітету України. Це була велика аналітична, пропагандистська і агітаційна робота як у засобах масової інформації, так і безпосередньо серед громадян України. Важливу сторінку в діяльності партії складає історичний день 19 серпня 1991 року, день путчу. Загальновідомий факт — уже об 11 годині ранку керівництво і активісти партії на Хрещатику розклеювали листівки із засудженням путчистів і закликами до організації громадянської непокори їх незаконній владі, в той час як Рух і УРП переходили на підпільний стан. Надвечір з'явилися листівки ВОСТ і радикальної студентської організації також із засудженням путчу. Наступного дня надвечір Володимир Філенко — Заступник голови Народної Ради у Верховній Раді скликав нараду демократичних депутатів щодо путчу і вже було якось певніше, а потім і комуністичні депутати більшості з їхнім Головою Верховної Ради Леонідом Кравчуком, почали дуже сміливо висловлюватися проти путчу.
Наступний рік дії партії були спрямовані на активну агітацію за голосування у референдумі 1 грудня 1991 року задля здобуття державної незалежності.
У цей період аналітики СДПУ багато зробили для усвідомлення тогочасним демократичним рухом соціально-політичних процесів перших років становлення новітньої України. Зокрема уже у лютому 1992 року соціал-демократи заявили, що неоліберальний курс новообраного Президента Л. Кравчука призведе до становлення в Україні «авторитарного» режиму.
У 1992 році СДПУ разом з Партією демократичного відродження України та іншими виступила засновниками об'єднання «Нова Україна», намагаючись спрямувати процес демократичних перетворень у конструктивне русло. На жаль, «Нова Україна» не виконала тих, завдань, які на неї покладалися і восени 1993 року СДПУ залишила її лави.
З 1992 року  СДПУ вперше запрошується до участі у заходах Соціалістичного Інтернаціоналу (далі СІ). У жовтні цього року в Берліні відбувся XIX Конгрес СІ, на якому була присутня делегація партії, яку представляв тогочасний Голова Правління, Народний депутат України Володимир Московка. З 1994 року партія — постійний член Комітету по Центральній та Східній Європі Соцінтерну. СДПУ — єдина партія в Україні, яка запрошена до участі в діяльності Соціалістичного Інтернаціоналу. Починаючи з ХІХ Берлінського Конгресу СІ, СДПУ брала участь у всіх наступних Конгресах Соціалістичного Інтернаціоналу — Нью-Йоркському 1996 р. та Паризького 1999 р. СДПУ — єдина українська партія, яка належить до Соціалістичного Інтернаціоналу.
Міжнародний секретаріат партії видавав Бюлетень Комітету СІ. 29-30 липня 2001 року делегація СДПУ на чолі з лідером партії Юрієм Буздуганом, до якої було запрошено Олександра Мороза взяла участь у святкування 50-річниці СІ, що відбулося у Лісабоні на засіданні Ради СІ.
З 1994 року, СДПУ визначила своїм провідним пріоритетом працю у галузі соціальних проблем. Цьому сприяло також і те, що новообраний Голова партії Юрій Буздуган, який від заснування СДПУ був незмінним Секретарем Правління, став Головою Комітету з питань соціальної політики і праці Верховної Ради України, членом Президії Верховної Ради. До цього періоду історії партії також належить і започаткування співпраці як з незалежними профспілками, яка розпочалася на початку 90-х років, так і з галузевими профспілками ФПУ. Як результат цього співробітництва 29 жовтня 1997 року між галузевими профспілками машинобудування  і СДПУ була підписана Угода про співробітництво і взаємодію. Виборчий список Соціал-демократичної партії України до парламентських виборів 1998 року був також сформований за участю профспілок та організацій інвалідів.
У подіях середини 90-х СДПУ була принциповим противником введення в дію закону про владу  і підписання Конституційного договору, бо передбачали, що встановлення авторитарного режиму Л.Кучми призведе до зростання рівня безвідповідальності підпрезиденських урядів. Лідер партії у своєму виступі у Верховній Раді закликав демократичних депутатів не голосувати за Конституційний договір, запропонований Л.Кучмою. Конституційний договір так і не був проголосований у парламенті.
«Молодій українській демократії не вдалося зупинити утвердження в Україні авторитарності латиноамериканського штибу з її напівкримінальним характером. Гадаю, що причини і уроки цієї поразки заслуговують стати предметом окремого і вельми серйозного аналізу, аби врахувати цей досвід на майбутнє. На початок же 1998 року і нову каденцію парламенту демократичний рух України було цілковито розгромлено. Тобто знищено, або перекуплено, тобто ще більше знищено, ніж просто припинення існування. ЇЇ лідери пішли у небуття або просто так, або в результаті національної особливості автомобільних катастроф.  А головне, що у свідомості людей витворено образ демократії як „продажной девки империализма“, тобто чогось такого, що неприйнятне для порядної людини. Перед кожним постав вибір — що робити далі, куди піти. Хто — в бізнес, хто — на кухню, хто продалися переможцям. Так би мовити: „а що поробиш“. Якраз приблизно на 1995 рік припадає кінець періоду первинного накопичення капіталу в результаті пограбування народу і у цьому зв'язку — процес виникнення кланів та утворення ними своїх політичних філій, себто партій, призначених забезпечити захист та примноження цього капіталу. Ясна річ, за рахунок подальшого пограбування народу.»
У 1998 році СДПУ пропонує проект Народно-патріотичного об'єднання — об'єднання заради подолання неправедного режиму легітимним шляхом президентських виборів. Українські соціал-демократи зробили вибір на підтримку кандидатури Олександра Мороза, як свого кандидата і взяли активну участь у президентській кампанії 1999 року, залучаючи через Народно-патріотичне об'єднання позапартійних небайдужих виборців, але зусилля залишились марними.
У 2000 році СДПУ — серед тих, хто на Майдані Незалежності 15 грудня, започаткувавши акцію «Україна без Кучми!» Вимогами протестувальників були: 1 — розслідування вбивства Георгія Гонгадзе , 2 — відставка Кучми, 3 — відставка Голови Служби безпеки Деркача, 4 — відставка Міністра внутрішніх справ Кравченка. Хоча цей перший Майдан в Україні зазнав поразки, Історичним фактом є — на березень 2001 Кравченко і Деркач опинилися у відставці і не за власним бажанням.
2001 припинила своє існування створена 1998 коаліція СПУ-СДПУ через різний світогляд тодішніх лідерів і у виборчій кампанії 2002 року Соціал-демократична партія України брала участь зі своїм власним списком.
У листопаді 2003 року на XXII Конгресі Соціалістичного Інтернаціоналу, що відбувся у Сан-Пауло, Бразилія, Соціал-демократична партія України приймається у члени цієї великої соціал-демократичної організації.
2004 року СДПУ, підтримала альтернативного Леоніду Кучмі кандидата на посаду Президента України Віктора Ющенка та взяла участь у Помаранчевій революції на його боці. На жаль, подальші події міжусобиць Ющенко і Тимошенко, закономірним підсумком яких стало обрання Президентом України Віктора Януковича.
2008 року оприлюднюється «Маніфест справедливості» за авторства Юрія Буздугана і Олени Скоморощенко, в якому викладено програму соціал-демократів для України".  З  метою реалізації цієї програми у 2009 році разом з провідними профспілками машинобудування створюється «Рух за справедливу зарплату».
У жовтні 2010 року разом з кандидатами від профспілок СДПУ взяла участь у виборах до місцевих органів влади.

## Стратегія діяльності СДПУ
СДПУ, має на даний час такі пріоритети, за словами лідерів цього об'єднання:
1) налагодження тісної співпраці з профспілками і за їхньої участі — спочатку створення наймогутнішої політичної сили,
2) побудова соціальної «держави загального добробуту» в інтересах людей найманої праці.
Головним пріоритетом українських соціал-демократів, як і раніше, залишається робота із найбільшим в Україні загалом найманих працівників, спрямована на усвідомлення ними своїх інтересів і об'єднання на їх реалізацію.
З цією метою у червні 2011 року разом з профспілками «Дев'ятки» започатковано Рух за справедливу зарплату". Для його розгортання соціал-демократами і профспілковцями засновано Трудові школи, що мають на меті обґрунтування і поширення інтересів найманих трудівників для реального їх обстоювання всупереч наступу менеджерів і олігархів. 2013 рік пройшов головно у співпраці з профорганізаціями Атомпрофспілки, у 2014 почалася системна робота з шахтарями — Профспілкою працівників вугільної промисловості, яку тимчасово зупинила фактична окупація значної частини Донбасу і дестабілізація ситуації тут.